# Ілія Петкович
Ілія Петкович (серб. Илија Петковић; 22 вересня 1945, Книн, Югославія — 27 червня 2020) — югославський і сербський футболіст, що грав на позиції півзахисника. Виступав за національну збірну Югославії. По завершенні ігрової кар'єри — тренер.
Володар кубка Югославії. Чемпіон Швейцарії (як тренер).

## Клубна кар'єра
У дорослому футболі дебютував 1964 року виступами за команду клубу ОФК Белград, в якій провів дев'ять сезонів, взявши участь у 212 матчах чемпіонату. Більшість часу, проведеного у складі ОФК (Белград), був основним гравцем команди.
Протягом 1973—1977 років захищав кольори команди клубу «Труа».
1977 року повернувся до клубу ОФК Белград, за який відіграв шість сезонів. Граючи у складі ОФК (Белград) також здебільшого виходив на поле в основному складі команди. Завершив професійну кар'єру футболіста виступами за цей клуб 1983 року.

## Виступи за збірну
1968 року дебютував в офіційних матчах у складі національної збірної Югославії. Протягом кар'єри у національній команді, яка тривала 7 років, провів у формі головної команди країни 43 матчі, забивши 6 голів.
У складі збірної був учасником чемпіонату світу 2006 року у Німеччині, чемпіонату Європи 1968 року в Італії, де разом з командою здобув «срібло», чемпіонату світу 1974 року у ФРН.

## Кар'єра тренера
Розпочав тренерську кар'єру, повернувшись до футболу після невеликої перерви, 1990 року, очоливши тренерський штаб клубу ОФК (Белград).
1993 року став головним тренером команди «Серветт», тренував женевську команду два роки.
Згодом протягом 1999—2000 років очолював тренерський штаб клубу «Аріс».
2000 року прийняв пропозицію попрацювати зі збірною Югославії. Залишив збірну Югославії 2001 року.
Протягом 3 років, починаючи з 2003, був головним тренером збірної Сербія та Чорногорія. Керував діями збірної на чемпіонаті світу 2006 року.
Протягом тренерської кар'єри також працював в Азії, де очолював команди клубів «Авіспа Фукуока», «Шанхай Шеньхуа», «Сичуань Гуаньчен», «Інчхон Юнайтед» та «Аль-Аглі».
Останнім місцем тренерської роботи був клуб «Кьоннам», головним тренером команди якого Ілія Петкович був протягом 2013 року.
Помер Ілія Петкович 27 червня 2020 року унаслідок інфікування COVID-19.

## Досягнення

### Як гравця
- Володар Кубка Югославії:

ОФК Белград: 1965—1966
- Віце-чемпіон Європи: 1968

### Як тренера
- Чемпіон Швейцарії:

«Серветт»: 1993–1994